# Klub hostess i hostów

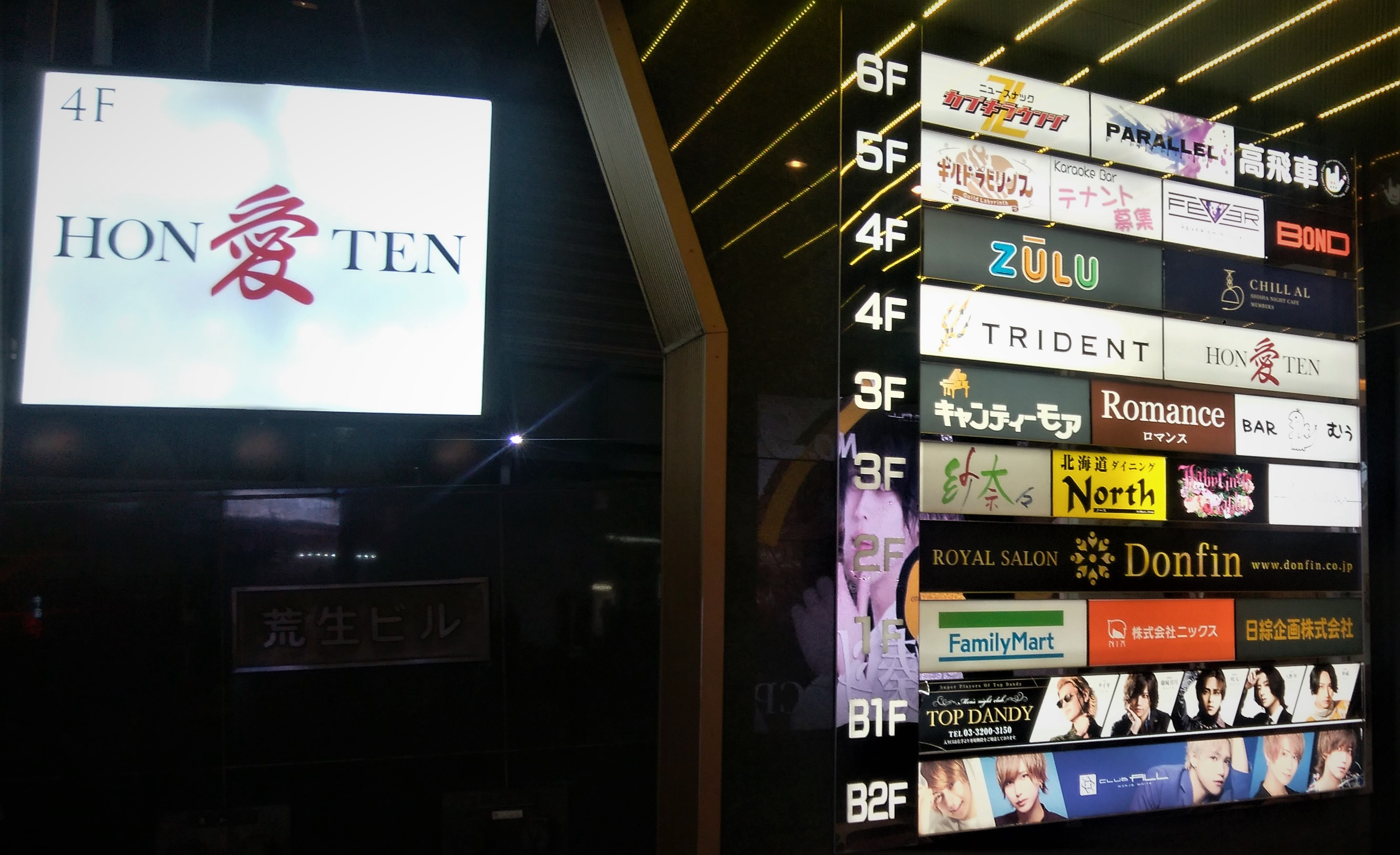
Szyld głównego klubu „愛” (ai, miłość), znajdującego się w budynku Arao.

Kluby hostess to liczne placówki w Japonii zatrudniające kobiety zwane hostessami, których rolą jest dotrzymywanie towarzystwa męskim klientom poprzez oferowanie im alkoholu i rozmowy. Wszystkie one mają wspólną cechę w japońskim przemyśle nocnym. Tego rodzaju kluby można znaleźć głównie w Japonii.
Kluby hostów to podobne placówki, z tym że tym razem do zabawiania kobiet zatrudnieni są mężczyźni w tym przypadku nazywani hostami.
Kluby dla hostów i hostess są uważane za część mizu shōbai, czyli „rynku wodnego”, nocnego biznesu rozrywkowego w Japonii.

## Kluby hostess

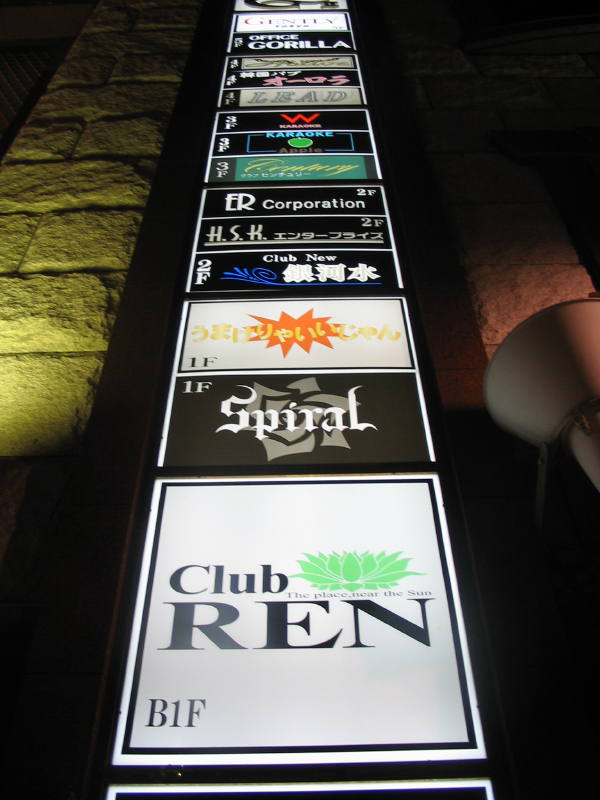
Szyldy klubów hostess w popularnej dzielnicy rozrywkowej Kabukichō w Tokio.

Kluby hostess nazywane są w Japonii kyabakura (キャバクラ). Kyabakura to połączenie dwóch słów kyabarē (キャバレー; kabaret) i kurabu (クラブ; klub). Hostessy tych klubów są nazywane kyabajō (キャバ嬢), dosłownie kabaretowa dziewczyna, i są rekrutowane na podstawie ich wyglądu fizycznego lub osobowości. Rekruterzy (lub naganiacze) nie muszą pracować dla klubu, mogą pracować dla wyspecjalizowanej agencji lub być niezależni. Po zwerbowaniu hostessy rekruter staje się jej menedżerem i doradcą, szczególnie w negocjowaniu wynagrodzenia i wyborze najlepszych klientów. Kluby płacą rekrutującym na podstawie wyglądu, doświadczenia i sukcesów hostessy. W Shinjuku jednej z dzielnic czerwonych latarni w Tokio jedna z agencji zarabia od 50 000 jenów do 200 000 jenów (około 1700 zł do 6700 zł) na każdej zwerbowanej hostessie i płaci 60–70% tej kwoty rekrutującemu.

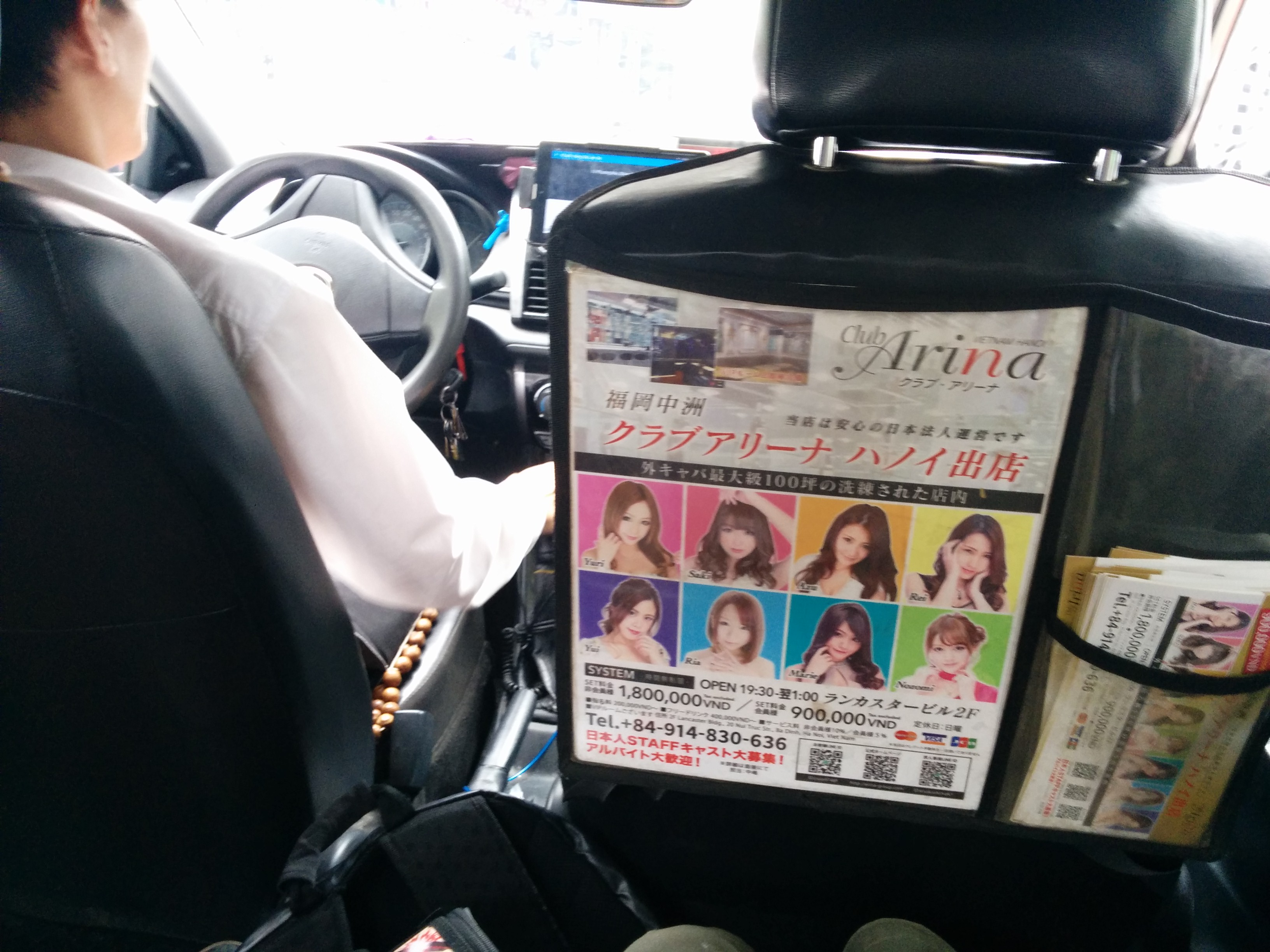
Reklama lokalnego klubu hostess znajdująca się w taksówce

Hostessy w tych klubach zajmują się zapalaniem papierosów, podawaniem mężczyznom drinków, oferują również zalotne rozmowy i śpiewają karaoke, aby zabawić klientów. Można je postrzegać jako współczesny odpowiednik gejsz, zapewniających rozrywkę grupom pracowników po skończonej pracy. Kluby te często zatrudniają barmankę, która zazwyczaj jest dobrze wyszkolona i może być również menadżerką lub tak zwaną mama-san. Kluby hostess różnią się od klubów ze striptizem tym, że nie ma tam tańca, prostytucji ani nagości.
W tych klubach przestrzegana jest także ścisła polityka „zakazu dotykania”, a klienci, którzy próbują zainicjować prywatną lub seksualną rozmowę, mogą być poproszeni o opuszczenie lokalu. Jednakże w japońskich dzielnicach czerwonych latarni istnieją wersje klubów hostess, zwane sekukyaba (セクキャバ) gdzie klienci mogą dotykać hostessy powyżej pasa i angażować się w seksualne tematy rozmów lub pocałunki, istnieją również kluby zwane Ichakyaba (イチャキャバ), które są nieco bardziej restrykcyjne w swoim regulaminie, ale zazwyczaj tamtejsze dziewczyny są bardziej atrakcyjne, jednakże tego typu lokale nie są powszechne w Japonii. Standardowe kluby hostess są sklasyfikowane jako lokale gastronomiczne i rozrywkowe oraz regulowane przez Działalność gospodarczą wpływającą na moralność publiczną Prawa regulacyjnego, zakazującą jakiejkolwiek formy kontaktu seksualnego pomiędzy pracownikami i klientami, potrzebują również otrzymania pozwolenia na taniec. Te kluby równie często kontrolowane są przez Komisję Bezpieczeństwa Publicznego. Każdy klub, w którym stwierdzono naruszenie dozwolonej działalności, może mieć zawieszoną licencję na jego prowadzenie, do czasu wdrożenia zmian.

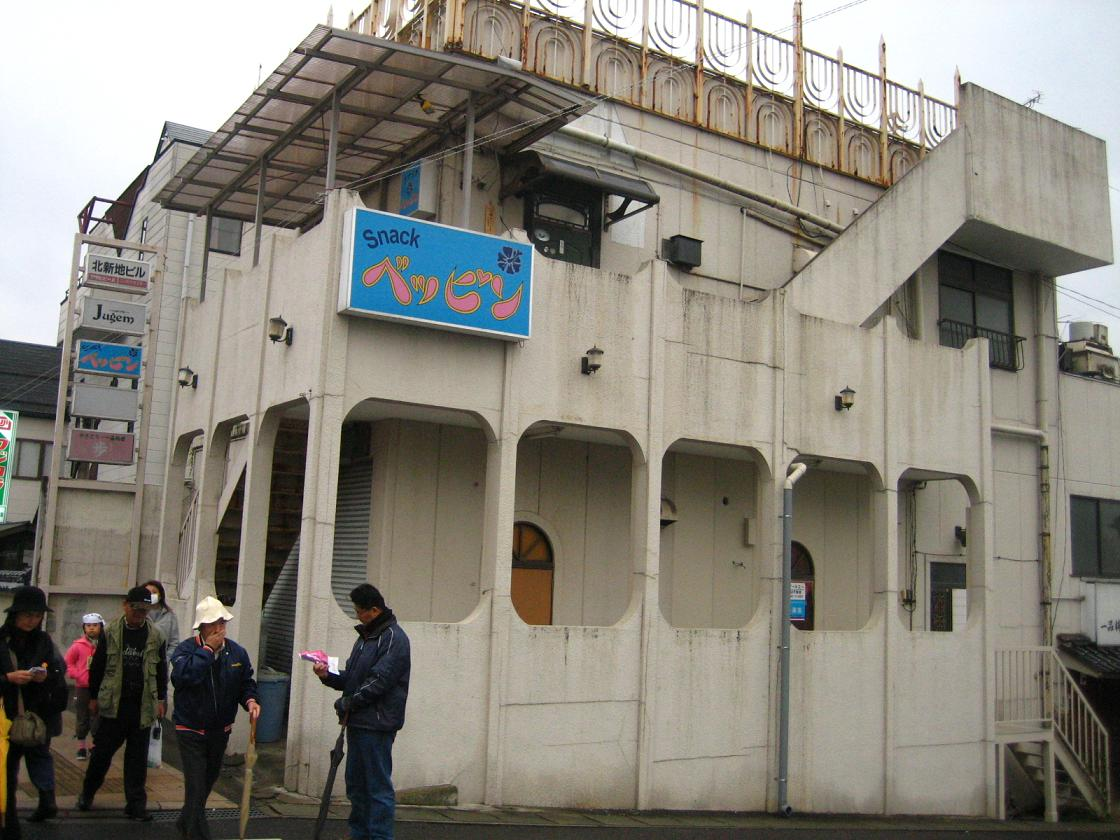
Sunakku bā w Sukagawa w Japonii

### Bar z przekąskami
Bar z przekąskami (スナックバー, sunakku bā), należy do innej kategorii prawnej. W przeciwieństwie do klubu hostess nie wymaga on licencji na prowadzenie działalności. Obecność kobiet jest niewielka, a ewentualne kelnerki nie siedzą obok klientów. Alkohol można zamówić w kieliszku lub zakupić butelkę, na której napisane jest imię klienta, ta butelka może być przechowywana do swobodnej konsumpcji przy każdej jego wizycie.

## Kluby hostów

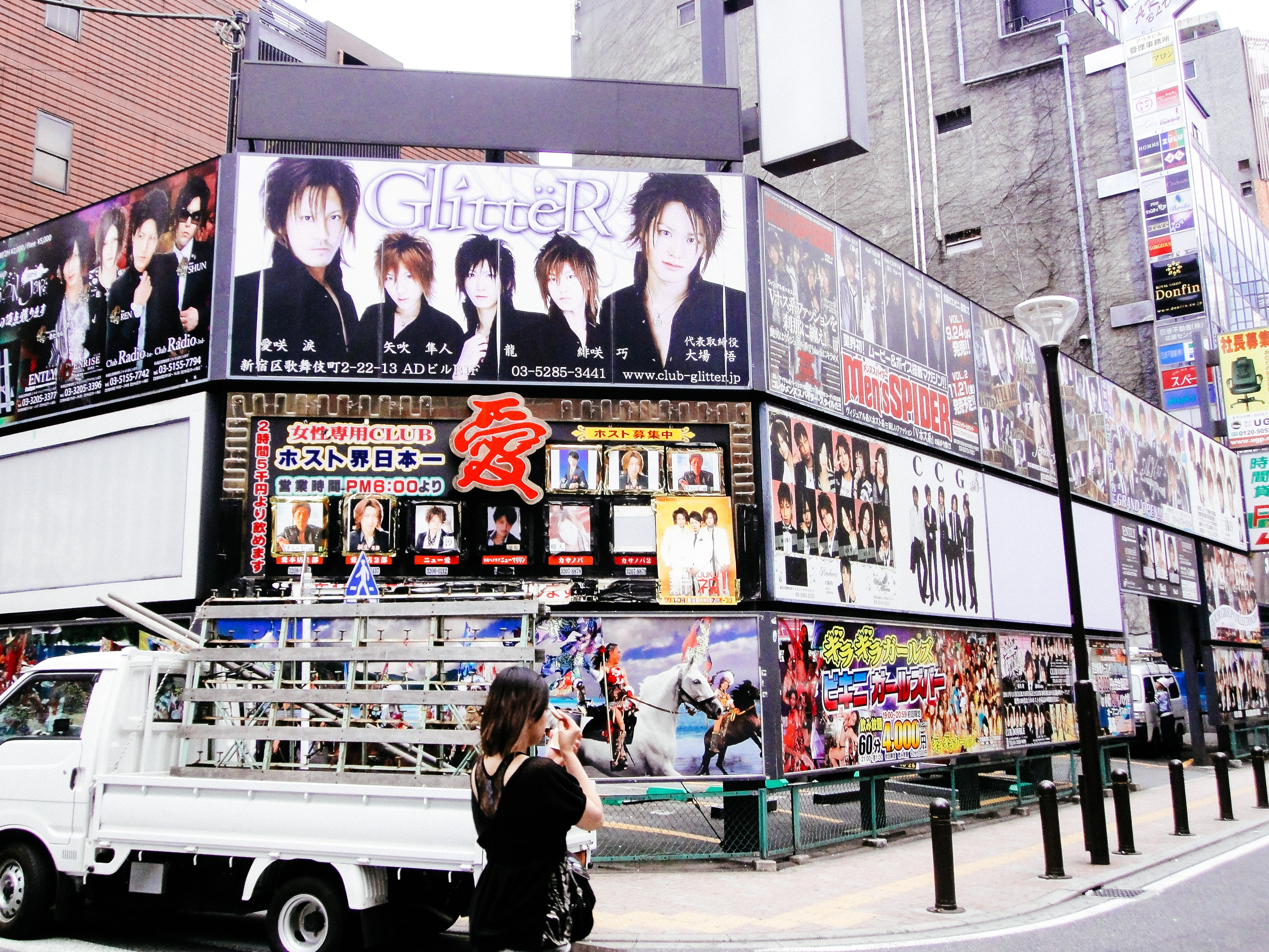
Reklamy host klubów

Pierwszy klub hostów został otwarty w Tokio w 1966 roku. Klub hostów (ホストクラブ, hosuto kurabu) jest podobny do klubu hostess, z tą różnicą, że kobiety płacą za towarzystwo mężczyzn. Kluby hostów znajdują się zwykle w najbardziej ruchliwych miejscach Japonii i są szczególnie liczne w niektórych dzielnicach Tokio, takich jak Kabukichō czy Shibuya, jak i Umeda albo Namba w Osace. Klientkami są bogate, zamężne lub samotne kobiety, które mogą umówić się na spotkanie ze swoim ulubionym hostem, wśród tych kobiet można wymienić również hostessy pracujące w klubach hostess.

### Hości

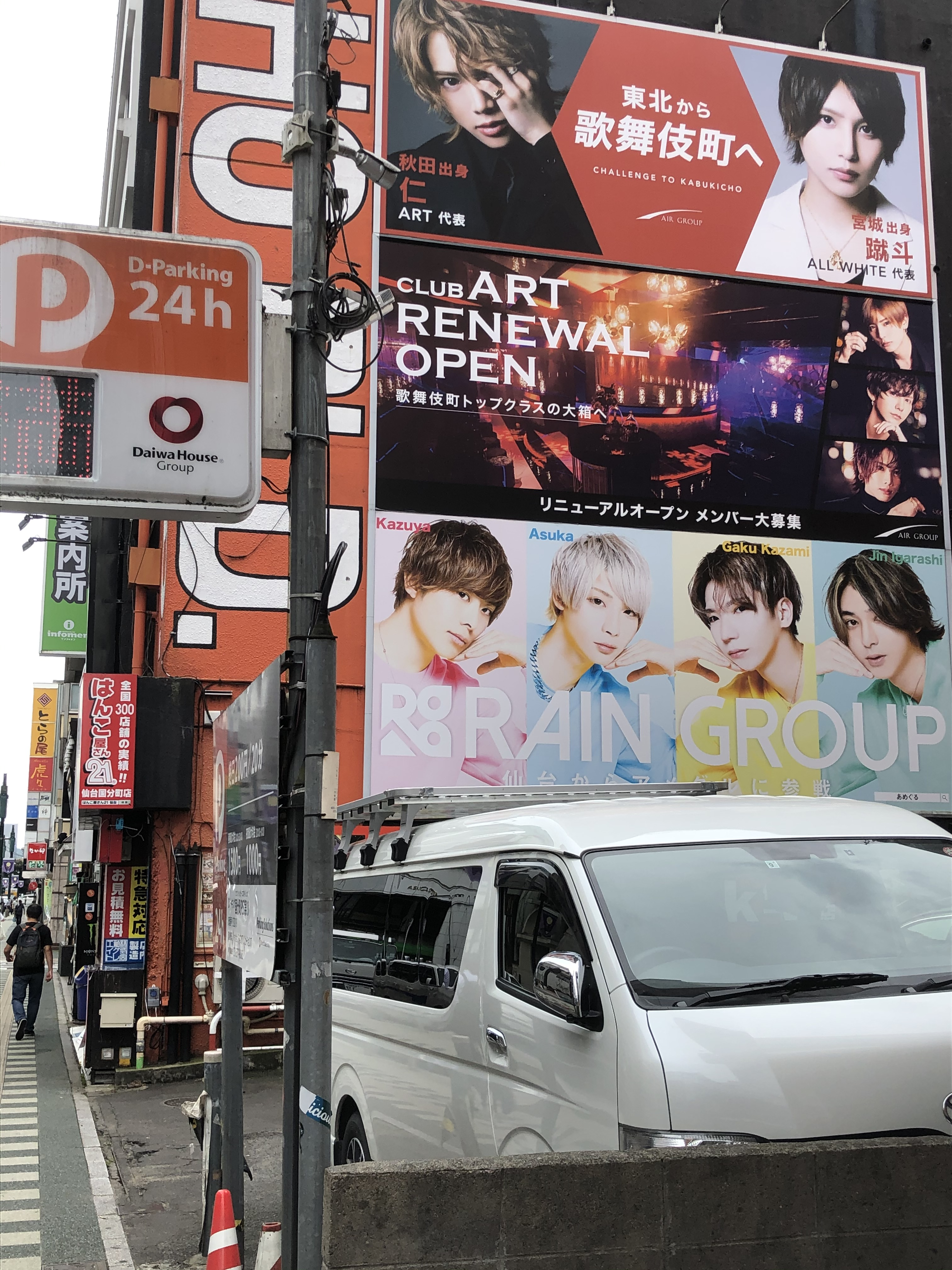
Reklama umieszczona w Kokubuncho dzielnicy rozrywkowej Sendai.

Wiek hostów zwykle waha się między 18. a 30. rokiem życia. Przyjmują imię sceniczne, zwykle zaczerpnięte z ulubionej mangi, filmu lub postaci historycznej, które często opisuje ich charakter. Mężczyźni, którzy zostają hostami to często ci, którzy albo nie mogą znaleźć pracy na etacie, albo są skuszeni perspektywą wysokich zarobków.
Podczas gdy kluby z hostessami w Tokio często mają wyznaczonych mężczyzn na ulicach zdobywających klientów do swoich lokali, niektórzy hości z innych miejsc zazwyczaj młodsi i mniej doświadczeni określani jako łapacze (キャッチ, kyatchi), są często wysyłani na ulice w celu znalezienia klientów. Powszechny wygląd hosta to ciemny garnitur, koszula z kołnierzykiem, srebrna biżuteria i ciemna opalenizna.
Hości zazwyczaj starają się, aby klientki czuły się kochane bez uprawiania z nimi seksu, ponieważ pochłania to ich czas i energię. Czasami, na przykład, jeśli klientka zapłaci dużą sumę pieniędzy lub jeśli host lubi jej towarzystwo w ramach rekompensaty, może uprawiać z nią seks.

## Związek Kyabakura
Związek Kyabakura (キャバクラユニオン, Kyabakura Yunion) jest to związek zawodowy dla pracowników klubów hostess w Japonii. Został założony 22 grudnia 2009 roku przez Rin Sakurai, która utworzyła go w odpowiedzi na problemy, jakie pracownice klubów hostess zgłaszały swoim pracodawcom, w tym nękanie i niewypłacane wynagrodzenia.